# Чемпіонат Іспанії з баскетболу
Чемпіонат Іспанії з баскетболу (інша назва Ліга Ендеса; ісп. Liga Endesa)  — найвищий дивізіон Іспанії з баскетболу.

## Історія
Ліга заснована в 1956 році під назвою Ліга Насіональ (ісп. Liga Nacional). З 1983 ліга змінила назву на «Асоціація баскетбольних клубів».  
За форматом в чемпіонаті беруть участь 18 клубів, 17 з Іспанії та 1 з Андорри. На першому етапі клуби грають двоколовий турнір. На другому в плей-оф вісімка найкращих розігрує звання чемпіона.

## Система ліги за роками
|  | - 1983–1988: 16 клубів - 1988–1992: 24 клуби - 1992–1993: 22 клуби - 1993–1996: 20 клубів - 1996–2008: 18 клубів - 2008–2009: 17 клубів - 2009–2016: 18 клубів - 2016–2017: 17 клубів - 2017–наш час: 18 клубів |

## Історичні назви
- 1983–1988: Прімера дивізіон
- 1988–2011: Ліга АКБ
- 2011–наш час Ліга Ендеса

## Список клубів за титулами
| Клуб        | В  | Д  | Переможні сезони |
| ----------- | -- | -- | --- |
| Реал Мадрид | 38 | 14 | 1957, 1958, 1960, 1961, 1962, 1963, 1964, 1965, 1966, 1968, 1969, 1970, 1971, 1972, 1973, 1974, 1975, 1976, 1977, 1979, 1980, 1982, 1984, 1985, 1986, 1993, 1994, 2000, 2005, 2007, 2013, 2015, 2016, 2018, 2019, 2022, 2024, 2025 |
| Барселона   | 20 | 23 | 1959, 1981, 1983, 1987, 1988, 1989, 1990, 1995, 1996, 1997, 1999, 2001, 2003, 2004, 2009, 2011, 2012, 2014, 2021, 2023 |
| Басконія    | 4  | 5  | 2002, 2008, 2010, 2020 |
| Ховентуд    | 4  | 10 | 1967, 1978, 1991, 1992 |
| Малага      | 1  | 2  | 2006 |
| Валенсія    | 1  | 2  | 2017 |
| Манреса     | 1  | 0  | 1998 |